# Firehole River
Firehole River er en af Madison Rivers to vigtige bifloder. Den udspringer i Madison Lake i 2.500 meters højde i Rocky Mountains i Wyoming, USA. Ved Madison Junction mødes den med Gibbon River og de to danner Madison River.

## Flodens forløb
Flodens samlede længde er 34 km og hele forløbet af Firehole River ligger inden for grænserne af Yellowstone National Park, og floden løber gennem adskillige af parkens vigtige gejserområder, fx Upper Geyser Basin, Midway Geyser Basin, Lower Geyser Basin og Norris Geyser Basin. Floden fik sit navn af pelsjægere der besøgte området og som syntes at dampen, der stiger op fra floden får det til at se ud om om floden står i brand.

## Vandfald og geotermiske forekomster
På floden findes tre af Yellowstones større vandfald, Keppler Cascades, syd for Old Faithful, samt Firehole Falls og Cascades of the Firehole i Firehole Canyon.
Floden er omgivet af geotermiske forekomster i form af gejsere og varme kilder som udleder vand til floden, hvilket er med til at hæve vandtemperaturen i floden. Temperaturen i floden er målt så højt som 30o celsius og gennemsnitstemperaturen året rundt er 20oC. Temperaturen ligger i gennemsnit 5-10o højere efter end før en geotermisk kilde. Vandet, der udledes i floden fra de geotermiske forekomster indeholder opløste kemiske stoffer og mineraler. Blandt andet er indholdet af arsenik højere end de normale grænser for beskyttelse af vandlevende organismer. Alligevel lever og gyder regnbueørred i floden, og floden er et af nationalparkens foretrukne fiskevande.

## Flodens fisk
Blandt de fisk, der lever og fiskes i floden er udover regnbueørred også bækørred og brunørred. Sidstnævnte er den hyppigst forekommende fisk i floden. Neden for Firehole Falls findes også en bestand af Mountain Whitefish (Prosopium williamsoni), der ikke har noget dansk navn. I 1968 blev der indført et generelt forbud mod lystfiskeri, bortset fra fluefiskeri i Firehole River, Madison River og Gibbon River og dette holdes stadig i hævd, så der kun må fiskes med flue i de tre floder.

## Bifloder
Firehole River har en række små bifloder: Little Firehole river, Fairy Creek, Iron Springs Creek, Sentinel Creek og Nez Perce Creek. Disse bifloder leder koldt vand ud i floden hvor det blandes med det varme vand fra de varme kilder. Om sommeren, når temperaturen i floden er høj, kan flodens ørreder "søge tilflugt" fra varmen i disse bifloder.

## Badning
Floden anvendes også at turister til badning. Blandingen af det kolde vand fra bifloderne og det varme vand fra de varme kilder, giver flere steder en behagelig badevandstemperatur. Ikke langt fra Old Faithful ligger et af de mest populære badesteder, men der bades også nær Midway Geyser Basin, hvor ikke mindst vandet fra Excelsior Geyser er med til at hæve temperaturen.

## Eksterne links
- Firehole River fra Yellowstone Flyfishing. Arkiveret 30. april 2009 hos  Wayback Machine (engelsk)
- Om Firehole River fra All Yellowstone Park Arkiveret 13. december 2009 hos  Wayback Machine(engelsk)

44°38′31″N 110°52′00″V / 44.64194°N 110.86666°V